# 音楽家 (ファン・デル・ヘルストの絵画)
『音楽家』（おんがくか、蘭: De muzikant、英: The Musician）は、オランダ黄金時代の画家バルトロメウス・ファン・デル・ヘルストが1662年にキャンバス上に油彩で描いた絵画である。作品は、ニューヨークにあるメトロポリタン美術館に所蔵されている。
メトロポリタン美術館は1871年に最初に美術品を購入したが、本作は以降1906年以前に取得された作品中唯一の現存作品である。公式には1873年に美術館に収蔵されているが、美術史家のウォールター・リートケは、1872年に美術館に収蔵された2作のうちの1作であると述べている。 作品の購入は、美術館理事会副理事のウィリアム・T・ブロジット (William T. Blodgett)  を通して、すなわち、おそらく彼の画商であったリーオン・ゴーシェイ (Leon Gauchez) を通してであった。もう1点の絵画 (取得番号 73.1) は、カレル・デ・モール (Carel de Moor) によるものであったが、1988年に売却された。

## 作品
画中の美しい女性はテオルボ・リュートを奏でながら鑑賞者を見ている。前景には、ヴィオラ・ダ・ガンバ、テノールとソプラノ用の楽譜があり、リュート奏者がデュエットしようとしていることを示唆している。17世紀のオランダの画家たちは、しばしば楽器の演奏、恋愛関係を素人のコンサートと結びつけ、それは交際と戯れの機会であった。
リートケによれば、女性の「ドレスから (身体が) はみ出ている」。 続けて、リートケは、この作品は肖像画というより風俗画だとし、ファン・デル・ヘルストに影響を与えたかもしれないヘラルト・ファン・ホントホルストや同時代のフェルディナント・ボルが描いた薄い衣服しか身に着けていないリュート奏者と比較した。

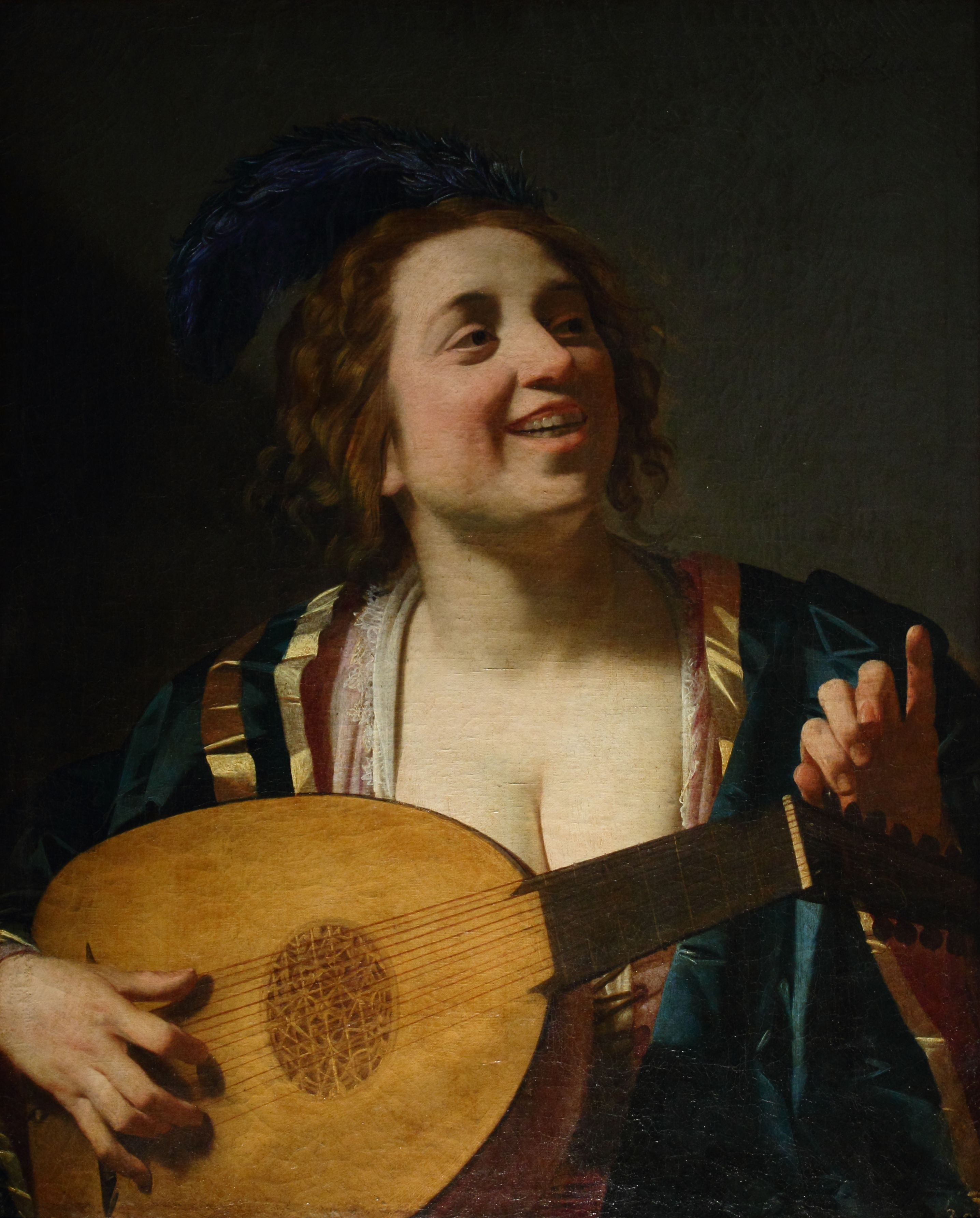
ホントホルスト、1624年
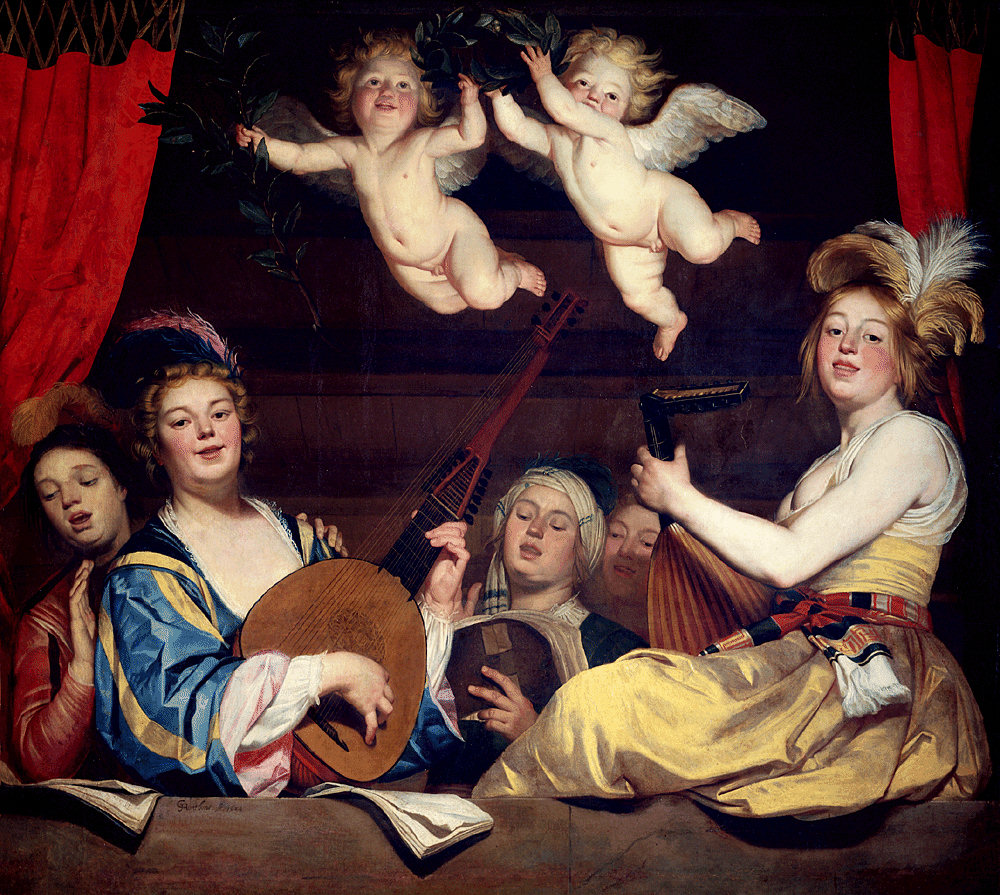
ホントホルスト、1624年
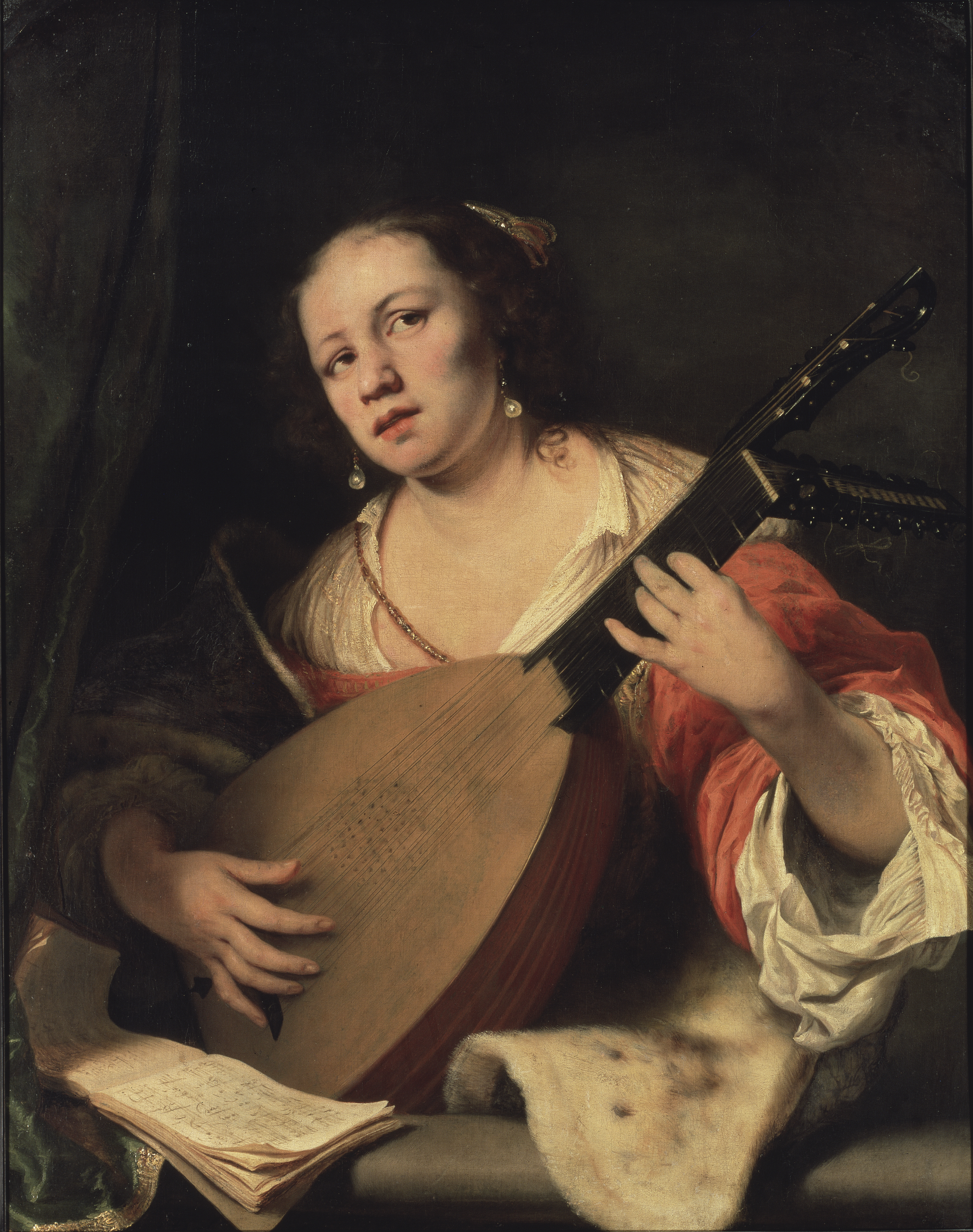
ボル、1654年

リートケは、本作はもしかしたら画家の妻の肖像ではないかと考えている。ちなみに、しばしばファン・デル・ヘルストの自画像であると主張されてきた『羊飼い』の対作品とされる『グラニーダ』 (Granida) として知られる無名の女性像についても同様のことが主張されてきた。

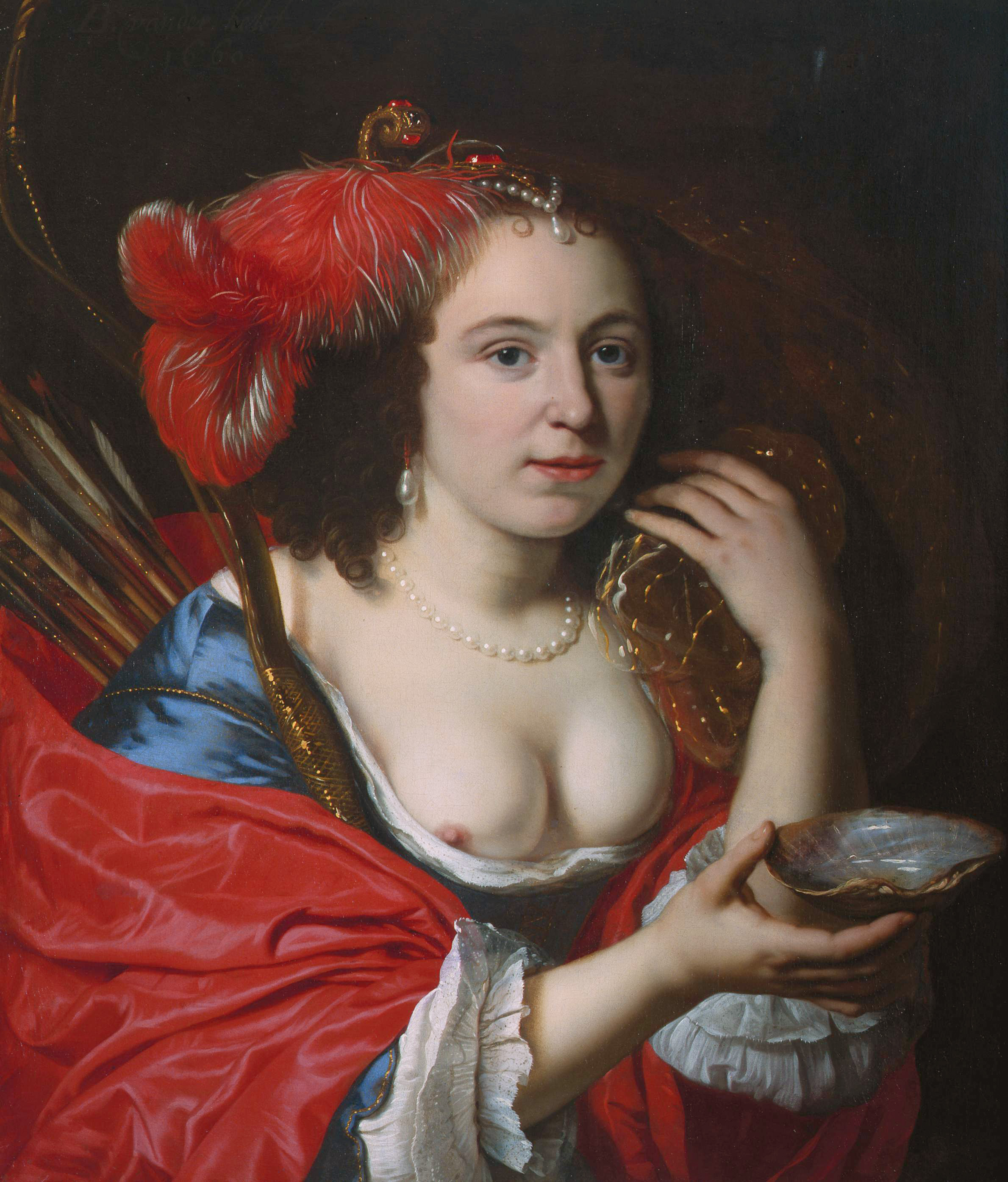
ファン・デル・ヘルスト『グラニーダ』 (Granida) として知られる無名の女性、1660年

美術史家のJ・J・デ・ヘルデル (J.J. de Gelder) は、作品の風景はヤン・バプティスト・ウェーニクス を想起させるものと見なした。フェン・デル・ヘルストの研究者であるユディト・ファン・ヘント (Judith van Gent) は、本作と、画家の妻の肖像としての『グラニーダ』 (the Granida) を当時の画家とその妻の年齢を根拠に画家の妻とは考えていない。ファン・ヘントは、リートケが本作をメトロポリタン美術館にある他のオランダのリュート奏者の絵画と比較していることに注目している。それらの絵画とは、女性がリュートを調弦しているフェルメールの『リュートを調弦する女』とヘラルト・テル・ボルフの『テオルボ・リュートを弾く女性と騎士』 (ともにメトロポリタン美術館、ニューヨーク) である。ファン・ヘントは、リュートを調弦する行いは現代人には失われてしまっている意味があったのではないかと考えている。

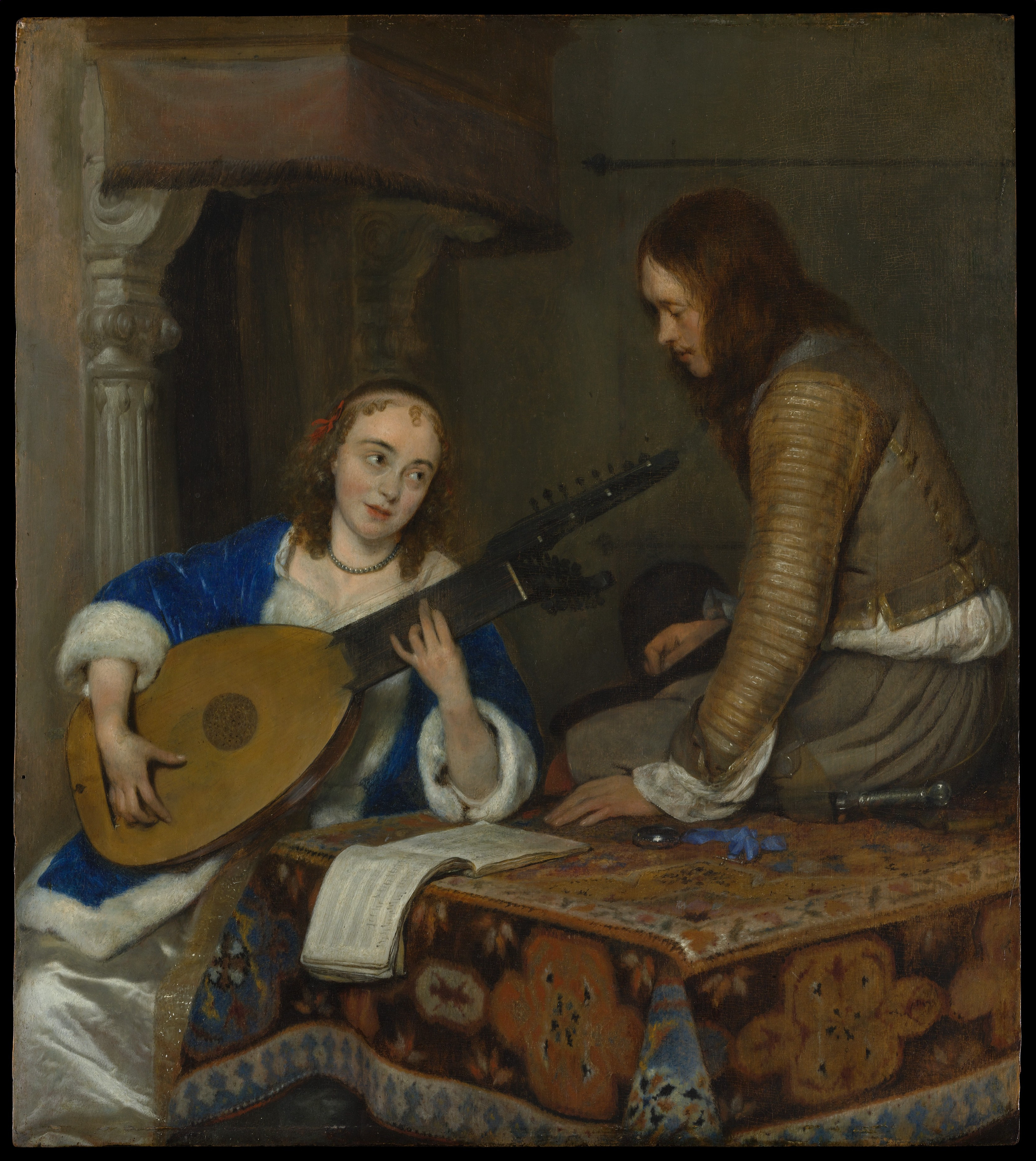
テル・ボルフ『テオルボ・リュートを弾く女性と騎士』1658
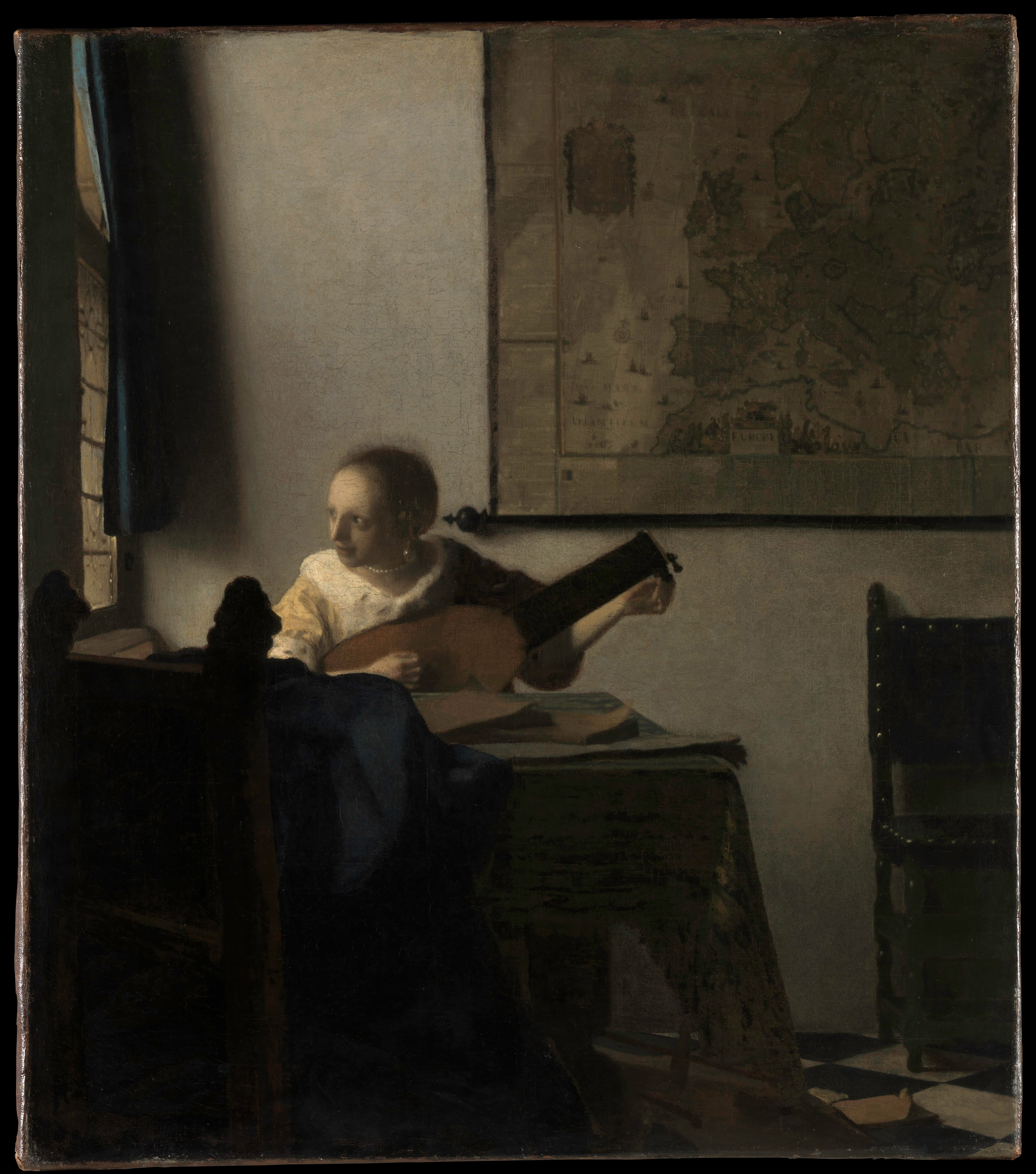
フェルメール『リュートを調弦する女』、1662年

フェルメールの絵画は、1900年にメトロポリタン美術館に寄贈され、テル・ボルフの絵画は1914年に寄贈された。両作品ともその少し前にアメリカに入ったもので、おそらく当時のこの種の絵画の人気によるものである。